# Phoenix Park

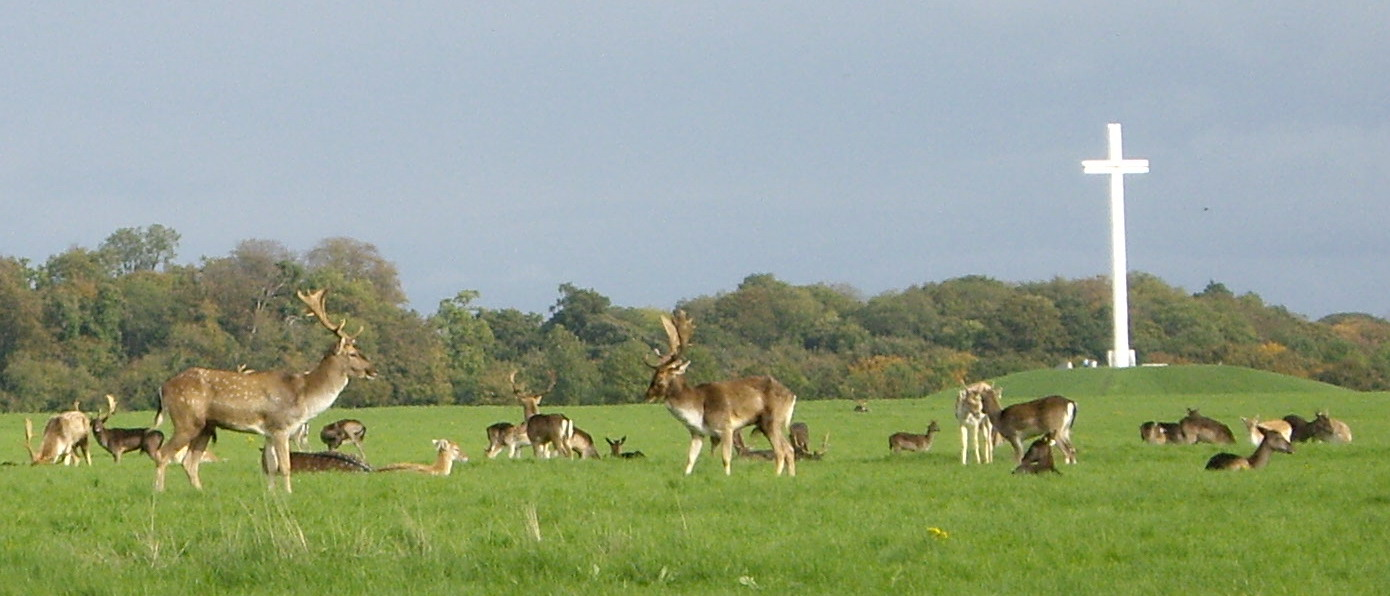
Gamos a pastar próximos da Cruz Papal, no Phoenix Park.

O Phoenix Park (em irlandês: Páirc an Fhionn-Uisce) é o maior parque fechado público e urbano da Europa, localizado a 3 km a noroeste do centro da cidade de Dublin, na República da Irlanda. Mede 712 hectares, com uma circunferência de 16 km, murado, contendo grandes áreas de pastagem e avenidas ladeadas por árvores. O parque é o lar de uma manada de gamo selvagem desde o século XVII. O nome irlandês Fionn uisce significa "água limpa".